# 白山水力
白山水力株式会社（はくさんすいりょく かぶしきがいしゃ）は、大正から昭和初期にかけて存在した日本の電力会社である。北陸地方における電源開発の一端を担った。
白山周辺一帯を水源とする九頭竜川水系・手取川水系の開発を目的として1919年（大正8年）に発足。福井県・石川県において計4か所・総出力4万6300キロワットの水力発電所を建設した。福澤桃介が関係した電力会社の一つで、1933年（昭和8年）、同じく福澤系の電力会社矢作水力に合併された。

## 会社設立

### 水利権の取得

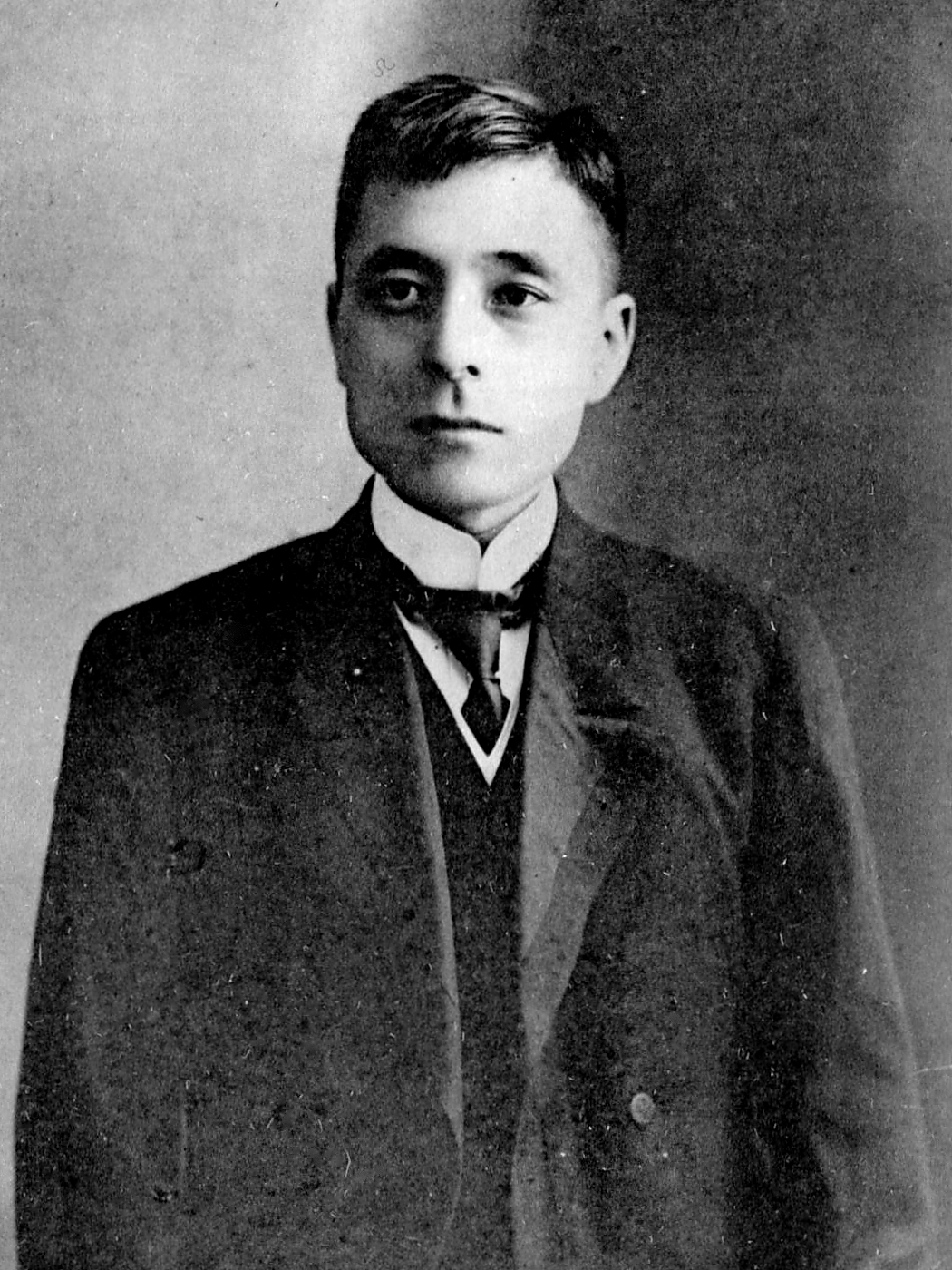
会社設立時の発起人総代福澤桃介

第一次世界大戦終戦の翌年にあたる1919年（大正8年）は、大戦景気に伴う全国的な電力不足を背景に新興電力会社が次々と設立された年であった。1919年発足の電力会社には、大同電力の前身である大阪送電・日本水力、同社と並び業界大手の「五大電力」に名を連ねた日本電力、白山水力の合併相手となる矢作水力などがある。北陸地方でも、浅野財閥によって庄川（富山県）開発を目指し庄川水力電気が設立されている。白山水力もこの1919年に設立された電力会社の一つである。
白山水力設立の発端は1910年代初頭までさかのぼる。まず1912年（明治45年）頃、福井県を流れる九頭竜川に水利権を得た「東海水力電気」発起人（創立委員長野田豁通）が電力会社起業に向けた動きを起こした。逓信省がまとめた1913年（大正2年）10月時点の「既許可水力地点一覧表」によると、東海水力電気が得ていた水利権は九頭竜川本流に1地点、支流真名川に1地点で、双方とも1911年（明治44年）許可である。
次いで1913年頃、石川県を流れる手取川の上流部での発電事業を目指し福澤桃介・岩崎清七・大田黒重五郎・菊池武徳・田中新七・大野亀三郎らが発起人となって起業準備を始め、手取川水利権を得たのち1914年（大正3年）1月頃、資本金1650万円の「手取水電」を設立すべく電気事業法による電気事業の願書を当局に提出した。前掲水力地点一覧表によると、手取水電が得ていた水利権は手取川に3か所（うち1か所は支流尾添川も利用）で、いずれも許可は1913年中である。手取水電の計画は県内（金沢方面）のほか近畿地方（大阪方面）への送電を目指すという大規模なものであり、東海水力電気との送電連絡も計画に含まれていた。
1916年（大正5年）段階では、「中部電力株式会社創立準備組合」（委員長福澤桃介）というものが組織されており、手取川・九頭竜川の電力を大阪方面へ送電すべく送電認可を得る手続き中である、と報道されている。大阪送電計画は愛知県名古屋市の電力会社名古屋電灯（福澤桃介が社長。後の東邦電力）と競願状態にあったが、当局や福澤自身が中部電力側の会社未設立といった事情から名古屋電灯の計画を重視したため、中部電力創立準備組合の中には不満が溜っていたという。このころ、中部電力発起人名義で九頭竜川の水利権を申請したところ、地元福井県に供給区域を広げる京都電灯福井支社との競願となった。この件は福井県知事の調停で1918年（大正7年）4月、中部電力側が真名川の水利権を譲る代わりに京都電灯側は九頭竜川水利権の申請を取り下げる、という条件で妥協が成立。その結果、翌1919年に中部電力発起人は九頭竜川水利権を獲得した。

### 白山水力の設立

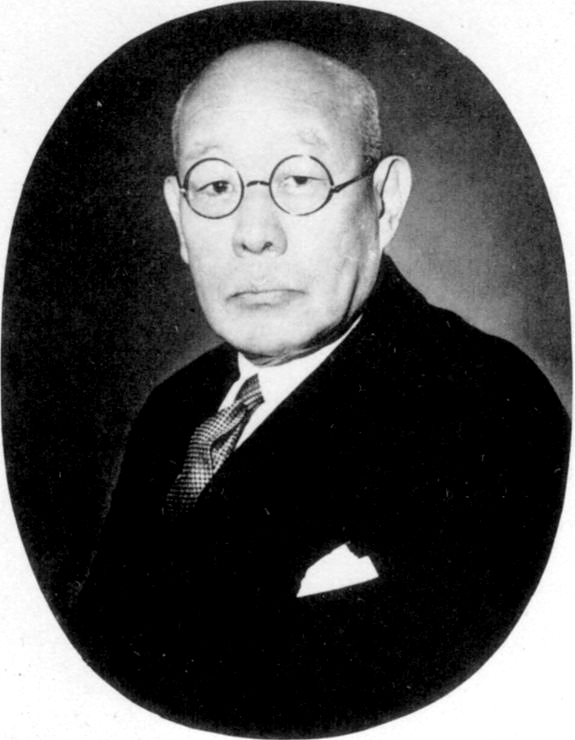
初代社長伊丹二郎

1919年に入ると計画社名が中部電力から「白山水力株式会社」へと改められ、資本金は1000万円と決まった。新たな社名は計画中の発電所が白山一帯を水源とする河川にあることにちなむ。発起人は福澤桃介や伊丹二郎・岩崎清七・成瀬正忠らの実業家らである。会社設立にあたりまとめられた白山水力の「創立趣意書」には大阪送電計画を断念して京都電灯福井支社をはじめ福井・石川両県の需用に応ずる旨が記されているが、同年5月には大阪の電力会社宇治川電気への供給に向けた協議が進行中との報道が出ている。
そして1919年6月28日、東京市麹町区（現・東京都千代田区）の東京海上ビルで創立総会が開かれ白山水力株式会社は設立に至った。設立時の資本金は1000万円。本店は事業地ではなく麹町区永楽町1丁目1番地に置かれた。創立総会では取締役10名と監査役5名が選ばれ、その中から伊丹二郎が代表取締役社長、成瀬正忠が専務取締役に就任した。取締役には池田七郎兵衛・松井文太郎など福井・石川両県の人物や福澤駒吉（桃介の長男）・下出民義（名古屋電灯副社長）らが名を連ね、さらに大阪府の中川浅之助（宇治川電気社長）も加わっている。また監査役には大正末期に庄川水力電気小牧ダム建設に対する激しい反対運動を主導する平野増吉も含まれる。相談役には福澤桃介と和田豊治が推薦された。
会社設立後の1919年7月22日、白山水力は逓信省より電気事業法準用事業の認定を得た。この段階では電力供給事業と「電気製鉄」事業が会社の目的であった。前掲「創立趣意書」によると契約済みの電力供給先には福井県の京都電灯福井支社があり、「自家工場」は敦賀に構える予定であったという。この京都電灯との供給契約は、1918年4月に交わされた九頭竜川水利権に関する協定にて発電所完成後の電力特売を同社に約束していたことによる。準用事業認定後の8月7日付で設立登記を完了した。なお、3年後の1922年（大正11年）11月14日付で逓信省より今度は電気事業経営許可を得ている。
会社設立がなった白山水力では、下記#発電所建設に記す通り九頭竜川および手取川での電源開発を順次進めていった。

## 発電所建設
白山水力が建設・運営していた発電所は以下の4か所で、いずれも水力発電所である。

### 西勝原発電所・第二発電所
位置：北緯35度57分37.0秒 東経136度36分51.0秒 / 北緯35.960278度 東経136.614167度

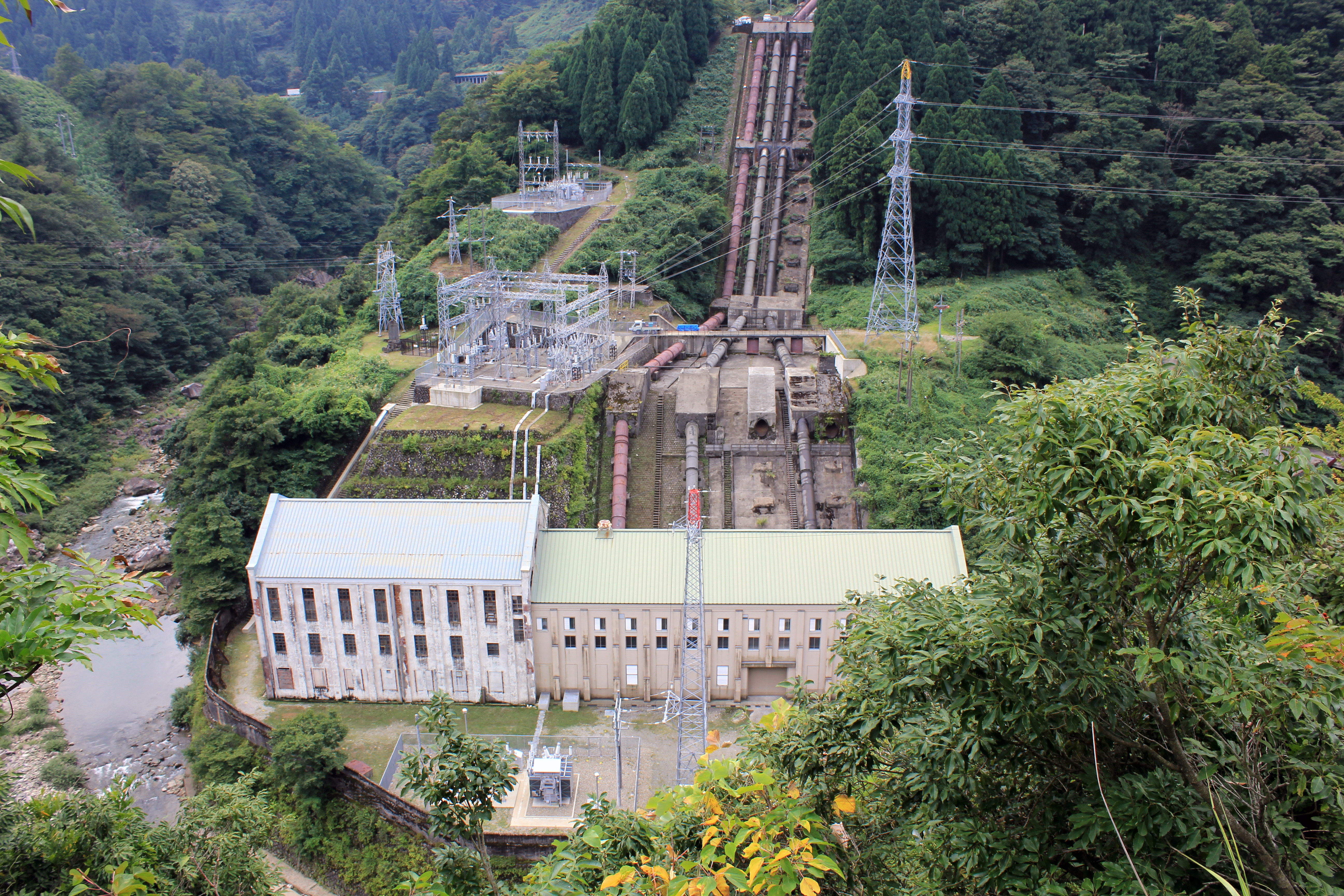
西勝原第一発電所（2012年）

白山水力が最初に建設した発電所は西勝原発電所（にしかどはらはつでんしょ）という。九頭竜川から取水する水路式発電所であり、所在地は福井県大野郡五箇村大字西勝原字落合平（現・大野市西勝原）。
西勝原発電所は1919年（大正8年）2月に水利権を取得し、会社設立後の翌1920年（大正9年）4月に起工。1923年（大正12年）9月末に竣工し、10月30日付で送電線とともに仮使用認可を受けて11月9日より送電を開始した。発電設備はボービング (Boving) 製横軸フランシス水車およびウェスティングハウス・エレクトリック製6,000キロボルトアンペア発電機各4台からなる。発電所出力は当初1万5000キロワット、1927年（昭和2年）12月の増加許可後は2万キロワットである。
また本発電所建設の際に放水路と九頭竜川の間に生じた落差を活用するため、放水路発電所として西勝原第二発電所も建設された。1926年（大正15年）5月に水利権取得、同年6月末に着工と進み、1927年（昭和2年）9月26日付で竣工した。発電設備はボービング製カプラン水車およびブラウン・ボベリ製800キロボルトアンペア発電機各1台。発電所出力は竣工当初が640キロワット、1929年（昭和4年）2月の増加許可後は800キロワットである。
西勝原発電所は白山水力と矢作水力の合併後、1941年（昭和16年）10月に日本発送電へ出資された。日本発送電では放水路の第二発電所と一体化され出力2万800キロワットの「西勝原第一発電所」となっている。戦後1951年（昭和26年）5月以降は北陸電力に帰属する。なお放水路発電所については1969年（昭和44年）に本発電所の水車発電機2台とともに廃止されており現存しない。

### 吉野谷発電所
位置：北緯36度18分1.0秒 東経136度38分22.3秒 / 北緯36.300278度 東経136.639528度

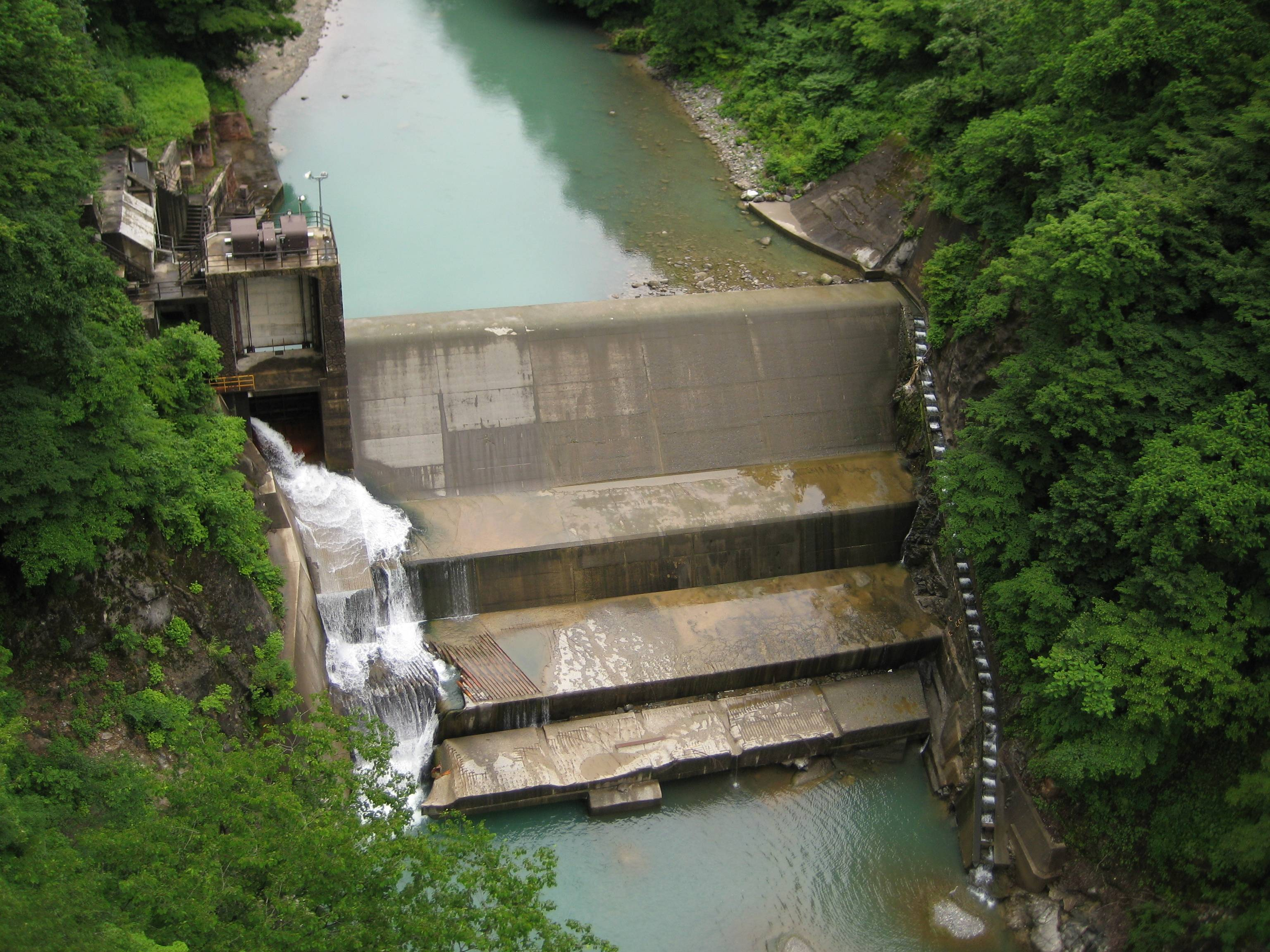
吉野谷発電所取水用の吉野谷ダム（改修後）

白山水力2番目の発電所は吉野谷発電所である。手取川支流の尾添川から取水する水路式発電所で、所在地は石川県石川郡吉野谷村大字木滑新（現・白山市木滑新）。
水利権取得は1913年（大正2年）10月。会社設立翌年に着工され、不況による工事中断があったが、1926年5月13日に落成、5月27日付で仮使用認可が下り、6月1日より送電を開始した。尾添川の取水口には幅（頂長）48.0メートル・高さ（堤高）20.45メートルの吉野谷ダムを設置。発電設備はボービング製竪軸フランシス水車およびゼネラル・エレクトリック製7500キロボルトアンペア発電機各2台からなる。発電所出力は当初6250キロワットで、翌1927年より1万2500キロワットへと増強された。
吉野谷発電所は、矢作水力との合併ののち1942年（昭和17年）4月に日本発送電へ出資された。戦後は西勝原第一発電所と同じく北陸電力に帰属する。

### 鳥越発電所
位置：北緯36度17分50秒 東経136度38分8.5秒 / 北緯36.29722度 東経136.635694度
白山水力が最後に建設した発電所が鳥越発電所である。手取川上流部の牛首川と支流の下田原川から取水する水路式発電所で、所在地は石川県能美郡鳥越村大字河原山（現・白山市河原山町）。
吉野谷地点と同じ1913年10月に水利権を得た地点に鳥越村仏師ケ野・尾口村鴇ヶ谷の2か所があったが、実際の開発にあたってはこの2地点を統合した1か所の発電所へと計画変更された。吉野谷発電所の竣工に続いて工事が開始され、1928年（昭和3年）12月14日に竣工、24日付で仮使用認可が下りた。発電設備はボービング製竪軸フランシス水車2台およびブラウン・ボベリ製8000キロボルトアンペア発電機2台からなり、発電所出力は1万3000キロワットであった。
矢作水力との合併後は吉野谷発電所と同様に1942年4月に日本発送電へ出資され、戦後は北陸電力に継承されたが、手取川総合開発事業に基づく牛首川での手取川ダム建設によって再開発されることとなり、1978年（昭和53年）9月に廃止され現存しない。

## 送電線建設と電力供給

### 東邦電力への送電
白山水力設立直後の1919年11月に設立された大阪送電株式会社（社長福澤桃介。1921年大同電力となる）は、木曽川の発電所（岐阜県内を予定）から京都・大阪方面への送電線を第一期計画として建設した後、第二期計画として白山水力の計画する発電所の電力も京都・大阪方面へと送電する計画を持っており、同社との間には2万キロワットを売電する内約があった。
最初に完成した送電線は「名古屋線」といい、西勝原発電所より大島開閉所（岐阜県郡上郡上保村＝現・郡上市）を経て関町開閉所（岐阜県武儀郡関町＝現・関市）へと至る、亘長72.7キロメートルの77キロボルト送電線である。西勝原発電所と同時（1923年10月）に仮使用認可が下りている。途中の大島開閉所には庄川水系の合同電気平瀬発電所とを結ぶ77キロボルト送電線が接続。終点関町開閉所から先は大同電力の77キロボルト送電線に繋がった。ただし最終的な供給先は大同電力ではなく中京地方の大手電力会社東邦電力であり、同社が大同電力線に接続する自社送電線を新設し西勝原発電所からの電力を名古屋市内の変電所まで引き入れた。東邦電力に対しては西勝原発電所の送電開始とともに暫定供給を始め、翌1924年1月1日より発生電力全部の供給を開始した。西勝原発電所分2万キロワットの売電価格は1キロワットあたり年間90円で、5年契約であった。
1924年2月、吉野谷発電所完成に先立ち同発電所の発生電力も東邦電力へと売電することになり供給契約が成立した。吉野谷発電所完成と同時に整備された送電線は吉野谷・西勝原間送電線で、逓信省の資料によると送電線名を「吉野谷線」といい、吉野谷発電所と西勝原発電所を結ぶ亘長47.5キロメートル・送電電圧77キロボルトの路線である。竣工後、1926年6月1日より東邦電力に対する吉野谷発電所出力全部の供給が始まった。電力過剰の折であるとして東邦電力が値下げを求めたため、吉野谷分1万2500キロワットの売電価格は西勝原分より安い1キロワットあたり年間80円（5年契約）となっている。
1928年（昭和3年）末、東邦電力に対する供給契約のうち西勝原発電所分が満期を迎えるにあたってさらに5年間の供給契約が締結されたが、この更改後は西勝原第二発電所分を加えて供給高を2万800キロワットとする代わりに料金を1キロワットあたり年間90円から70円へと漸減すると定められた。次いで1931年（昭和6年）6月に吉野谷発電所分が契約満期を迎えたが、更改交渉が決裂して供給休止となった。

### 京都電灯への送電
3か所目の鳥越発電所を建設するにあたっては東邦電力への追加供給が見込めないため、白山水力では自社で供給先を開拓すべく福井市・金沢市・富山県伏木町などの地域の電力供給区域編入を出願した。織物工業用の需要が多く、余剰電力の供給希望があったことがこの地域への侵入を図った動機という。しかしその後、福井県内の地盤には侵入しないという条件で京都電灯福井支社が鳥越発電所の電力を一部引き取ることに決まった。
京都電灯への電力供給地点は花房開閉所（福井県大野郡阪谷村＝現・大野市）で、吉野谷・鳥越両発電所と西勝原発電所を結ぶ送電線の西勝原寄りに位置する。京都電灯では受電用送電線として1929年（昭和4年）8月に花房開閉所と福井変電所（京都方面とを結ぶ「京福送電線」の一端）を繋ぐ77キロボルト線「大野送電線」を完成させている。京都電灯への供給契約は、鳥越発電所分のうち定時電力6500キロワット（開始当初は3500キロワット）を供給するというもので、料金は1キロワットあたり年間120円であった。

### その他送電先
鳥越発電所分の余剰電力（1年を通じて発生するわけではない不定時電力に相当）は当初定時電力とあわせて京都電灯に引き取らせていたが、1930年（昭和5年）7月より不定時電力5500キロワットの供給先をカーバイドメーカー大北工業（下記#関連会社大北工業参照）へ切り替え供給を開始した。大北工業に通じる送電線は「金沢線」といい、吉野谷発電所を起点とする亘長28.2キロメートルの77キロボルト送電線である。供給料金は年間で計18万円（1キロワットあたり32.7円）という安値に定められた。
西勝原発電所に関しては、九頭竜川の下流側に位置する大同電力西勝原発電所とを繋ぐ連絡送電線も建設された。白山水力または大同電力で故障のあった場合に最大5000キロワットの電力を融通しあうという相互融通の目的で建設された送電線である。元は大同電力の路線であったが、1925年6月に白山水力が購入している。
また需要家の一つに福井県大野郡勝山町（現・勝山市）の勝山電力があった。逓信省の資料によると、1932年末時点では勝山電力に西勝原発電所渡しで250キロワットを供給している。

### 電灯電力供給区域
白山水力は、西勝原発電所が位置する福井県大野郡五箇村と、それに隣接する阪谷村・下穴馬村の計3村（いずれも現・大野市）を電灯・電力供給区域に設定していた。このうち五箇村・下穴馬村の配電線工事は1924年（大正13年）3月に完成している。供給は小規模であり、1931年時点では電灯数201灯（事業者用を除く）に過ぎない。

## 経営不振から合併へ

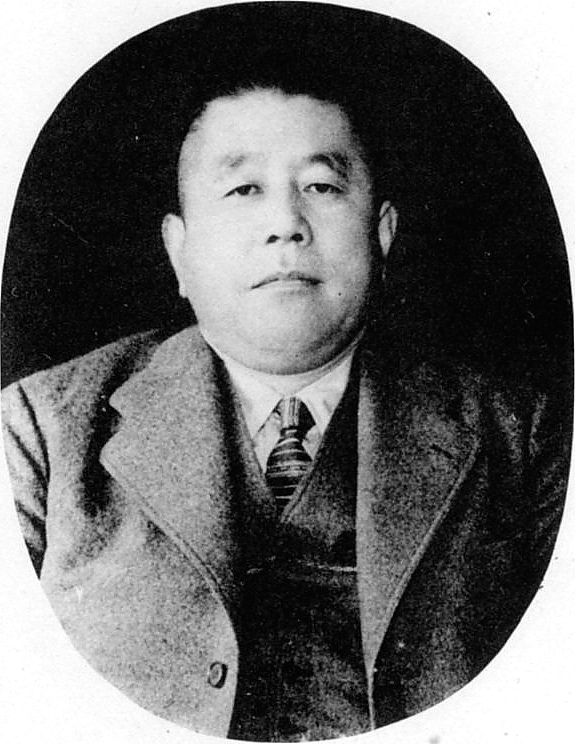
矢作水力第2代社長福澤駒吉

白山水力が開発した九頭竜川・手取川両水系は急勾配河川であるとともに豪雪地にあり融雪で冬季の減水が少ないという水力発電に適した特徴を備える。そのため白山水力では水力発電所の建設費が比較的廉価に抑えられ、売電料金が安くても採算性があった。経営面では、西勝原発電所の完成を挟んだ1924年3月期決算から年率8パーセントの配当を開始し、半期後の9月期決算から年率10パーセントへの増配を果たす。吉野谷発電所完成直前の1926年4月には増資を決議し、6月末時点の株主に対し持株1株につき新株1株を割り当てるという形で資本金を2000万円とする倍額増資を行った。
ところが不況を反映して各所で電力過剰の傾向が強まると、主要供給先の東邦電力から売電価格の値下げを求められて収入が減少、配当率維持は不可能となった。年率10パーセント配当は1930年3月期決算で終了し次期からは年率8パーセントへと減配。さらに吉野谷発電所分の供給契約更改に失敗した1931年9月期決算からは経営不振に陥り年率6パーセントへの減配を余儀なくされた。吉野谷発電所分の契約更改交渉が不調に終わった後、交渉相手の東邦電力との間で、料金値下げをめぐって対立を続けるよりはこの際両社を合併することで懸案を解決するべきとの意見が出て1931年7月から正式な合併交渉が始まったが、この合併が成立することはなかった。
その後大株主日本興業銀行（興銀）の仲介により、興銀が債権者であった矢作水力との合併交渉が始まった。この矢作水力は白山水力よりも3か月早い1919年3月の設立で、白山水力と同じく創業者は福澤桃介である。当時は桃介の長男福澤駒吉が社長を務めており、元来は矢作川水系の開発を目的に起業された電力会社であったが、1931年に天竜川電力を合併して天竜川開発に乗り出しつつあった。供給面では東邦電力をはじめとする他の電力会社に対し売電する一方で、愛知県下の名古屋市と西三河地方に電力供給区域を持ち日清紡績などの工場需要家を自社で有する点が特色。加えて1931年より余剰電力の受け皿とすべく名古屋港埋立地へのアンモニア合成工場建設を進めていた。
1932年（昭和7年）10月、白山水力と矢作水力の間で合併に関する合意が成立した。合併条件は、(1) 解散する白山水力の株主に対し持株4株につき3株の割合で矢作水力の株式を交付する、(2) 白山水力に別途25万円の解散手当を交付する、というものである。合併直前の白山水力には額面50円払込済の旧株と12円50銭払込の新株という2種の株式が各20万株あったが、この合併によって矢作水力では1500万円を増資し50円払込済株式と12円50銭払込株式を各15万株発行することになる。同年11月18日、両社の株主総会にて合併が決議される。4対3の合併比率は業績差を勘案し決定されたものだが、それでも矢作水力に損であるという批判が矢作側の株主総会で出たという。
翌1933年（昭和8年）1月31日に逓信省より合併認可があり、2月28日付で契約に基づき合併実施に至った。4月11日には矢作水力にて合併報告総会が開かれて合併手続きが完了し、同日をもって白山水力は解散した。合併に伴い、供給先がなくなっていた吉野谷発電所分の電力は天竜川泰阜発電所完成までの需要増の補填として矢作水力で消化されることとなり、大同電力・東邦電力に託送する形で再び名古屋方面に送電されるようになった。

## 年表
- 1919年（大正8年）
  - 6月28日 - 白山水力株式会社設立[1]。本店東京市麹町区、資本金1000万円[1]、初代社長伊丹二郎[18]。
  - 7月22日 - 逓信省より電気事業法準用事業認定[20]。
- 1920年（大正9年）
  - 2月10日 - 小林源蔵が第2代社長就任[63]。
- 1922年（大正11年）
  - 7月20日 - 東園基光が第3代社長就任[64]。
  - 11月14日 - 逓信省より電気事業経営許可[21]。
- 1923年（大正12年）
  - 11月9日 - 西勝原発電所送電開始[25]。
- 1926年（大正15年）
  - 4月28日 - 1000万円の増資を決議。成瀬正忠が第4代社長就任[29]。
  - 6月1日 - 吉野谷発電所送電開始[29]。
- 1927年（昭和2年）
  - 9月26日 - 西勝原第二発電所竣工[30]。
- 1928年（昭和3年）
  - 12月14日 - 鳥越発電所竣工[36]。
- 1929年（昭和4年）
  - 10月13日 - 関連会社大北工業を設立[65][66]。
- 1932年（昭和7年）
  - 11月18日 - 株主総会にて矢作水力への合併を決議[57]。
- 1933年（昭和8年）
  - 1月31日 - 逓信省より合併認可[60]。
  - 2月28日 - 合併契約に基づき矢作水力との合併実施[60]。
  - 4月11日 - 矢作水力との合併に伴い白山水力解散[2]。

## 役員一覧

### 代表取締役

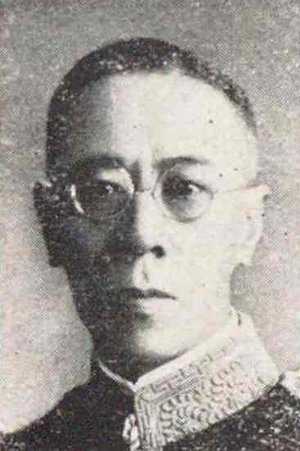
第3代社長東園基光

会社設立から合併までの間に代表取締役を務めた人物は以下の4名である。
伊丹二郎
1919年6月28日の創立総会にて代表取締役社長選出。元日本郵船専務で、男爵伊丹重賢の次男。社外では木曽電気興業取締役・大阪送電監査役（両社とも大同電力の前身）を兼ねる。
1920年2月10日、取締役とともに代表を辞任した。
小林源蔵
1920年2月10日の臨時株主総会で代表取締役社長選出。衆議院議員（山形県米沢市選出）。
1921年1月9日、代表取締役在職のまま死去した。
成瀬正忠
1921年2月7日の臨時株主総会で代表取締役選出（代表取締役専務）。1919年の会社設立時から専務取締役を務めており、1926年4月28日の取締役改選で社長に昇格した。元嵐山電車軌道専務で、十五銀行頭取成瀬正恭の弟。
1933年の矢作水力との合併まで在職した。合併後は矢作水力取締役副社長に転じている。
東園基光
1922年7月20日の臨時株主総会にて代表取締役社長選出。元富山県知事で県営電気事業の起業にあたった人物。白山水力代表就任直前まで濃飛電気社長であった。子爵。
1926年4月10日、取締役とともに代表を辞任した。

### 取締役
1919年6月の会社設立から1933年2月の矢作水力合併までの間に白山水力で取締役を務めた人物は下表の16名である。
- 就任・退任時期は特記のない限り会社の「報告書」「事業報告書」（J-DAC「企業史料統合データベース」収録）を出典とする。
- 前記代表取締役を務めた人物についても再掲した。

| 氏名         | 就任       | 退任           | 備考                                     |
| ------------ | ---------- | -------------- | ---------------------------------------- |
| 伊丹二郎     | 1919年6月  | 1920年2月辞任  | （代表取締役の項参照）                   |
| 伊丹二郎     | 1921年2月  | 1933年2月      | 再任後は平取締役                         |
| 中川浅之助   | 1919年6月  | 1920年11月死去 | 宇治川電気社長                           |
| 横山芳松     | 1919年6月  | 1922年10月     | 金沢の実業家、横山隆興三男               |
| 池田七郎兵衛 | 1919年6月  | 1926年4月      | 福井県の実業家                           |
| 成瀬正忠     | 1919年6月  | 1933年2月      | （代表取締役の項参照）                   |
| 高木得三     | 1919年6月  | 1933年2月      | 日本瓦斯専務 1926年4月より白山水力専務   |
| 下出民義     | 1919年6月  | 1933年2月      | 名古屋電灯副社長（1921年まで）           |
| 山脇正吉     | 1919年6月  | 1933年2月      | 男爵森村開作の義弟                       |
| 松井文太郎   | 1919年6月  | 1933年2月      | 福井の実業家                             |
| 福澤駒吉     | 1919年6月  | 1933年2月      | 福澤桃介長男、矢作水力社長（1928年以降） |
| 小林源蔵     | 1920年2月  | 1921年1月死去  | （代表取締役の項参照）                   |
| 東園基光     | 1922年7月  | 1926年4月辞任  | （代表取締役の項参照）                   |
| 田中徳次郎   | 1922年10月 | 1933年2月      | 東邦電力専務                             |
| 藤原勉       | 1926年4月  | 1929年5月辞任  | 取締役兼土木課長                         |
| 岩澤清水     | 1926年4月  | 1933年2月      | 取締役兼主任技術者                       |
| 宮井甚蔵     | 1929年10月 | 1933年2月      | 取締役兼庶務部長（元秘書役）             |

### 監査役
1919年6月の会社設立から1933年2月の矢作水力合併までの間に白山水力で監査役を務めた人物は下表の12名である。
- 就任・退任時期は特記のない限り会社の「報告書」「事業報告書」（J-DAC「企業史料統合データベース」収録）を出典とする。

| 氏名       | 就任       | 退任           | 備考                                     |
| ---------- | ---------- | -------------- | ---------------------------------------- |
| 平賀敏     | 1919年6月  | 1921年10月     | 藤本ビルブローカー銀行会長               |
| 平野増吉   | 1919年6月  | 1922年10月辞任 | 飛州木材（岐阜県）専務                   |
| 弥永克己   | 1919年6月  | 1925年7月辞任  | 日本興業銀行社員                         |
| 成瀬正行   | 1919年6月  | 1933年2月      | 神戸（のち東京）の実業家、成瀬正忠の兄   |
| 岩崎清七   | 1919年6月  | 1933年2月      | 米穀肥料商・醤油醸造業、栃木県多額納税者 |
| 手島鍬司   | 1919年10月 | 1922年9月死去  | 岡崎の実業家、岡崎電灯取締役             |
| 長谷川糾七 | 1919年10月 | 1922年10月辞任 | 名古屋の材木商                           |
| 高橋小十郎 | 1922年10月 | 1923年9月      | 豊橋の実業家、先代小十郎の嗣子           |
| 中沢彦吉   | 1922年10月 | 1926年2月死去  | 東京の酒醤油商、先代彦吉の嗣子           |
| 天宅敬吉   | 1925年10月 | 1930年9月辞任  | 日本興業銀行社員                         |
| 佐藤得四郎 | 1925年10月 | 1933年2月      | 大同電力社員                             |
| 公森太郎   | 1930年10月 | 1933年2月      | 日本興業銀行社員                         |

## 関連会社大北工業
白山水力が出資していた会社に大北工業株式会社がある。同社は1929年（昭和4年）10月13日石川県金沢市に資本金30万円で設立。鳥越発電所の余剰電力を活用して炭化カルシウム（カーバイド）を製造するべく起業された会社で、白山水力と大阪財界が出資している。カーバイド工場は町の誘致により金沢郊外の石川郡野々市町（現・野々市市）に建設。白山水力では工場まで送電線を新設して翌1930年7月より送電を開始した。操業開始後、1932年（昭和7年）からはカーバイドに加えフェロアロイの一種フェロシリコンの製造も始めた。
白山水力と矢作水力の合併後も矢作水力が大北工業の株式を保有したままであったが、1939年（昭和14年）9月矢作水力子会社の昭和曹達が株式を譲り受けた。1944年（昭和19年）には昭和曹達が東亞合成化学工業（現・東亞合成）に合併したため同社系列となる。戦後1960年（昭和35年）からは、同業でフェロシリコンを製造する東化工株式会社（現・日本重化学工業）の傘下に入るが、1965年（昭和40年）12月に工場を閉鎖した。会社自体も翌1966年（昭和41年）3月東化工に合併されている。